# SN 1960R
SN 1960R – supernowa typu Ia odkryta 19 grudnia 1960 roku w galaktyce NGC 4382. Jej maksymalna jasność wynosiła 11,60m.